# Júlio Perneta
Júlio Davi Perneta (Curitiba, 27 de dezembro de 1869 - Curitiba, 23 de julho de 1921) foi um escritor, poeta e jornalista brasileiro. Era irmão de Emiliano Perneta (o "príncipe dos poetas paranaenses"), sendo considerado um dos pioneiros do Regionalismo na literatura brasileira.

## Biografia
Era um dos cinco filhos (Emiliano, Júlio, João, Manoel e Evaristo) do alfaiate e comerciante Francisco Davi Antunes com Cristina Maria dos Santos (observar que o sobrenome Perneta não consta aos pais e como seus irmãos, fora batizado em virtude da alcunha que possuia o comerciante Francisco em referência a um defeito que tinha na perna). Como o irmão Emiliano, Júlio estudou em ótimas escolas e logo na adolescência enveredou pelas letras e o jornalismo. Como jornalista, ajudou a fundar várias revistas literárias, como: Revista Azul, em 1893, O Cenáculo (considerada uma das mais importantes publicações de cunho Simbolista editadas no Brasil), em 1895, A Penna, em 1897, Pallium, em 1900 e também colaborou em periódicos como no Club Curitibano. Nestes veículos, escreveu ensaios críticos e anticlericais, além de poemas em prosa e prosa poética.

## Principais obras
- Razão Por Que… (1896);
- O Clero e a Monarqui (1897);
- Bronzes (1897);[11]
- À Pátria (1898);
- Os Chacais (1898);
- Amor Bucólico (1898);
- Epístola (1900);
- Pelas Tradições (1900);
- Do Civismo Nacional (1901);
- A Igreja de Roma (1901);
- Missões Jesuíticas no Brasil (1903);
- Galileu e a Estrela (1904);
- Malditos (1909);
- Exéquias; Lendas e Tradições Paranaenses;
- O Pala Branco.